# Roland LAPC-I
A Roland LAPC-I foi uma placa de áudio desenvolvida para IBM PCs, pela Roland Corporation. Sua configuração padrão podia ser selecionada como MPU-401 (General MIDI, Roland MT-32/LAPC-I). 
Além de ser utilizada por produtores musicais, ela foi distribuída nos EUA pela Sierra On-Line para ser usada com os jogos da empresa. 
Seu preço era 425 dólares.
Os jogos desenvolvidos pela Sierra On-Line, produzidos para o hadware da Roland Corporation, elevaram o nível das trilhas produzidas nos anos oitentas até o início dos noventas.
Ballade (software), Voyetra e  Band-in-a-Box foram poderosos sequenciadores da época, que tinham perfeita compatibilidade com a LAPC-I. A placa é erroneamente conhecida como LAPC-1, quando a imagem da caixa é notadamente LAPC-I. Presume-se que o "I" seja uma referência ao "IBM PC".
As placas Roland SC-55 (Sound Canvas) e SCC-1 a sucederam.

## Ligações externas

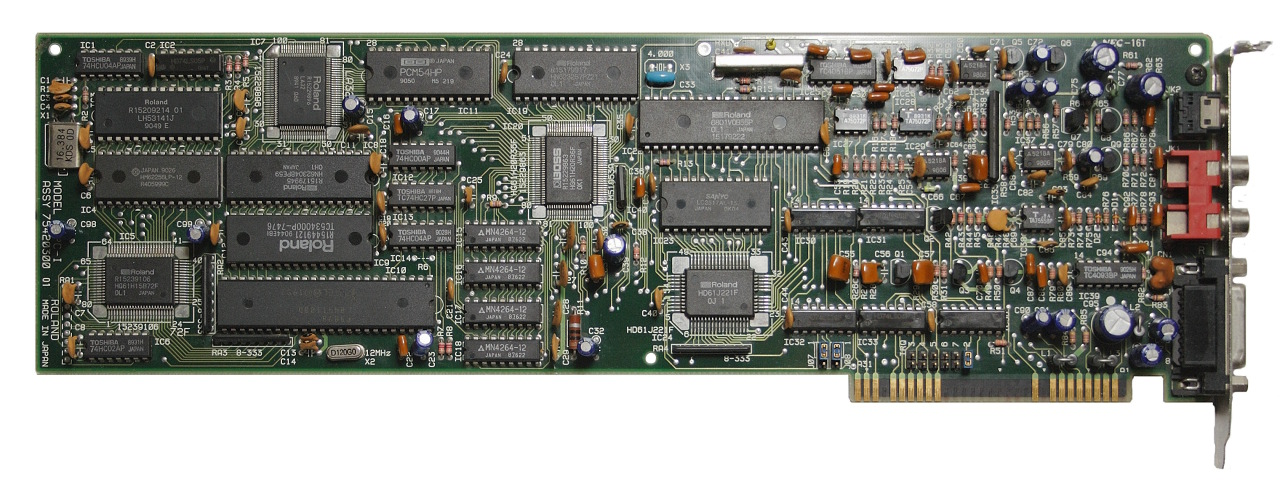
Placa Roland LAPC-I (ISA)